# Patrimoni dell'umanità della Mongolia
I patrimoni dell'umanità della Mongolia sono i siti dichiarati dall'UNESCO come patrimonio dell'umanità in Mongolia, che è divenuta parte contraente della Convenzione sul patrimonio dell'umanità il 2 febbraio 1990.
Al 2023 i siti iscritti nella Lista dei patrimoni dell'umanità sono sei, mentre undici sono le candidature per nuove iscrizioni. Il primo sito iscritto nella lista è stato nel 2003 il bacino di Uvs Nuur, durante la ventisettesima sessione del comitato del patrimonio mondiale. L'anno successivo, nella ventottesima sessione, il paesaggio culturale della Valle dell'Orkhon è divenuto il secondo sito mongolo riconosciuto dall'UNESCO. Il terzo sito mongolo è stato l'insieme dei complessi di petroglifi dell'Altai mongolo, aggiunto nel 2011. Nel 2015 la trentanovesima sessione ha inserito nella lista la grande montagna Burhan Haldun e il suo paesaggio sacro circostante. Il quinto sito mongolo è costituito dai paesaggi della Dauria, inclusi nella lista nel 2017 dalla quarantunesima sessione del comitato. Infine, il sito di più recente riconoscimento è costituito dai Monumenti di stele del Cervo e siti associati dell'età del bronzo, aggiunti alla lista nel 2023 dalla quarantacinquesima sessione del comitato. Quattro siti sono considerati culturali, secondo i criteri di selezione, due naturali; due sono parte di siti transnazionali.

## Siti del Patrimonio mondiale
| Foto | Sito                                                               | Luogo                                                                                             | Tipo                          | Anno | Descrizione |
| ---- | ------------------------------------------------------------------ | ------------------------------------------------------------------------------------------------- | ----------------------------- | ---- | --- |
|      | Bacino di Uvs Nuur                                                 | Provincia del Hôvsgôl, Provincia dell'Uvs, Provincia del Zavhan (condiviso con la Russia)         | Naturale (769; ix, x)         | 2003 | Il bacino di Uvs Nuur (1 068 853 ha) è il più settentrionale dei bacini endoreici dell'Asia centrale. Prende il nome dal lago Uvs Nuur, un lago grande, poco profondo e molto salino, importante per gli uccelli migratori, gli uccelli acquatici e gli uccelli marini. Il sito è costituito da dodici aree protette che rappresentano i principali biomi dell'Eurasia orientale. L'ecosistema della steppa supporta una ricca diversità di uccelli e il deserto ospita una serie di rari gerbilli, jerboa e puzzole marmorizzate. Le montagne sono un importante rifugio per il leopardo delle nevi, l'argali e lo stambecco asiatico a rischio di estinzione a livello globale. |
|      | Paesaggio culturale della Valle dell'Orkhon                        | Provincia dell'Arhangaj, Provincia di Bulgan, Provincia del Ôvôrhangaj, Provincia del Sėlėngė     | Culturale (1081; ii, iii, iv) | 2004 | Il paesaggio culturale della valle dell'Orkhon di 121 967 ettari comprende una vasta area di pascolo su entrambe le rive del fiume Orkhon e comprende numerosi resti archeologici risalenti al VI secolo. Il sito comprende anche Kharkhorum, la capitale del XIII e XIV secolo del vasto impero di Chingis (Gengis) Khan. Collettivamente i resti nel sito riflettono i legami simbiotici tra le società nomadi, pastorali e i loro centri amministrativi e religiosi, e l'importanza della valle dell'Orkhon nella storia dell'Asia centrale. Nella prateria i pastori nomadi mongoli praticano ancora l'allevamento. |
|      | Complessi di petroglifi dell'Altai mongolo                         | Provincia del Bajan-Ôlgij                                                                         | Culturale (1382; iii)         | 2011 | Le numerose incisioni rupestri e monumenti funerari trovati in questi tre siti illustrano lo sviluppo della cultura in Mongolia per un periodo di 12 000 anni. Le prime immagini riflettono un'epoca (11 000 - 6 000 a.C.) in cui l'area era in parte boscosa e la valle forniva un habitat per i cacciatori di selvaggina di grandi dimensioni. Le immagini successive mostrano il passaggio alla pastorizia come stile di vita dominante. Le immagini più recenti mostrano la transizione a uno stile di vita nomade dipendente dal cavallo durante l'inizio del I millennio a.C., il periodo scitico e il successivo periodo turco (VII e VIII secolo d.C.). Le incisioni contribuiscono in modo prezioso alla nostra comprensione delle comunità preistoriche nell'Asia settentrionale. |
|      | Grande montagna Burhan Haldun e il suo paesaggio sacro circostante | Provincia del Hėntij                                                                              | Culturale (1440; iv, vi)      | 2015 | Il sito è situato nel nord-est del paese nella parte centrale della catena montuosa dei Monti Hėntij, dove la vasta steppa dell'Asia centrale incontra le foreste di conifere della taiga siberiana. Burkhan Khaldun è associato al culto delle montagne sacre, dei fiumi e degli ovoo (tumuli di roccia sciamanici), in cui le cerimonie sono state modellate da una fusione di antiche pratiche sciamaniche e buddiste. Si ritiene che il sito sia anche il luogo della nascita e della sepoltura di Gengis Khan. Testimonianza dei suoi sforzi per stabilire il culto della montagna come una parte importante dell'unificazione del popolo mongolo. |
|      | Paesaggi della Dauria                                              | Provincia del Dornod (condiviso con la Russia)                                                    | Naturale (1448; ix, x)        | 2017 | Questo sito è un eccezionale esempio dell'eco-regione della steppa della Dauria, che si estende dalla Mongolia orientale alla Siberia russa e alla Cina nord-orientale. I cambiamenti climatici ciclici, con periodi secchi e umidi distinti, portano a un'ampia diversità di specie ed ecosistemi di importanza globale. I diversi tipi di ecosistemi steppici rappresentati, come praterie e foreste, così come laghi e zone umide, fungono da habitat per specie rare di fauna, come la gru collobianco, la grande otarda, il gabbiano relitto e l'oca cigno, nonché milioni di uccelli migratori vulnerabili, in pericolo o minacciati. È anche un sito critico sul percorso migratorio transfrontaliero per la gazzella della Mongolia.                                                |
|      | Monumenti di stele del Cervo e siti associati dell'età del bronzo  | Distretto di Batcėngėl, Distretto di Bùrėntogtoh, Distretto di Ih-Tamir, Distretto di Ôndôr-Ulaan | Culturale (1621; i, iii)      | 2023 | Situate sulle pendici della cresta Khangai nella Mongolia centrale, queste stele del cervo venivano utilizzate per pratiche cerimoniali e funerarie. Risalenti al 1200-600 a.C. circa, sono alti fino a quattro metri e sono incastonate direttamente nel terreno come singole pietre erette o in gruppi, e sono quasi sempre situati in complessi che includono grandi tumuli funerari chiamati khirgisüür e altari sacrificali. Ricoperte di incisioni di cervi altamente stilizzate, le stele del cervo sono le più importanti strutture sopravvissute appartenenti alla cultura dei nomadi eurasiatici dell'età del bronzo che si svilupparono e poi lentamente scomparvero tra il II e il I millennio a.C..                                                                            |

## Siti candidati
| Foto | Sito                                                                        | Luogo | Tipo                          | Anno       | Descrizione |
| ---- | --------------------------------------------------------------------------- | --- | ----------------------------- | ---------- | --- |
|      | Paesaggi desertici del grande Gobi mongolo                                  | Provincia di Bajanhongor, Provincia del Dornogov', Provincia del Gov'-Altaj, Provincia di Hovd, Provincia dell'Ômnôgov' | Naturale (5943; viii, ix, x)  | 19/12/2014 | I paesaggi desertici del Grande Gobi mongolo presentano una straordinaria gamma di caratteristiche fisiografiche e morfologiche intatte. La bellezza e l'estetica del vasto deserto sono eccezionali. Nonostante le dure condizioni ambientali, l'alto grado di naturalezza e la vastità del variegato paesaggio desertico non solo forniscono l'habitat fondamentale per una gamma impressionante di specie rare, in via di estinzione ed endemiche, ma anche per migrazioni di animali su larga scala. Per molte delle specie animali, tra cui diversi grandi mammiferi, il deserto del Gobi ospita le popolazioni rimaste selvatiche più importanti. |
|      | Siti di fossili di dinosauri del Cretaceo nel Gobi mongolo                  | Provincia di Bajanhongor, Provincia del Dornogov', Provincia dell'Ômnôgov' | Naturale (5944; vii, viii)    | 19/12/2014 | Nel 1922 la spedizione nell'Asia centrale del Museo americano di storia naturale, che scoprì il primo nido di uova di dinosauro a Bayanzag o Shabarak Usu (acqua fangosa), situato nel territorio del distretto di Bulgan. Questa scoperta servì come punto di svolta nella storia paleontologica del mondo, stabilendo il fatto che i dinosauri deponevano le uova. Da allora, molti fossili eccezionali sono stati trovati nel deserto del Gobi in Mongolia. |
|      | Steppe mongole orientali                                                    | Provincia del Dornod, Provincia di Sùhbaatar | Naturale (5946; ix, x)        | 19/12/2014 | Le steppe mongole orientali ospitano le più grandi praterie temperate rimaste intatte della Terra. L'ecosistema delle steppe mongole orientali è caratterizzato da steppe piatte senza alberi, dolci colline, zone umide e interconnessioni con la catena montuosa di Khyangan fino al confine con la Repubblica popolare cinese. La proprietà seriale proposta, con una superficie totale di circa 2 milioni di ettari, ha cinque componenti eccezionali che rappresentano la vastità di questo ecosistema: Area rigorosamente protetta di Dornod Mongolia (589,96 ha), Riserva naturale di Toson Khulstai (458,51 ha), Riserva naturale delle steppe di Bayantsagaan (332 362 ha), Riserva naturale di Yakhi Nuur (251 218 ha) e Steppa di Jaran Togoo (381 476 ha). |
|      | Monastero di Amarbayasgalant e il suo paesaggio culturale sacro circostante | Distretto di Baruunbùrėn | Culturale (5947; ii, iii)     | 19/12/2014 | Il complesso del monastero di Amarbayasgalant fu costruito tra il 1727 e il 1736, in onore di Öndör Gegeen Zanabazar, il primo Bogd, leader buddista della Mongolia. Fu anche fondatore della scuola mongola di arte religiosa e creò le statue di Buddha che ora sono molto rispettate e riconosciute in tutto il mondo. Le architetture di questo monastero sono in perfetta armonia con la natura e l'ambiente. In particolare fitti boschetti di ciliegie autoctone mongole hanno attratto genti dall'antichità fino ai giorni nostri e sono la ragione dell'associazione di questa valle con le teologie della fertilità, della rinascita e dei giardini del paradiso. |
|      | Monastero di Baldan Bereeven e i suoi dintorni sacri                        | Distretto di Ômôndėlgėr | Culturale (5949; ii, iii, v)  | 19/12/2014 | Il monastero di Baldan Bereeven e il suo paesaggio associato sono situati nella lunga e profonda valle del fiume Baruun Jargalant, circondata da diverse pittoresche montagne sacre come Munkh Ulziit, Arvan Gurvan Sansar, Bayan Baraat e Bayan Khangai che sono rami montuosi della catena montuosa dei Monti Hėntij. All'interno di questa zona proposta si trovano il bellissimo Lago di Khangal di fronte alla montagna sacra Bayan Baraat e l'Ovoo di Jargalant (tumulo), venerato dai nomadi indigeni fin dall'antichità. |
|      | Montagna sacra di Binder e i siti del suo patrimonio culturale associato    | Distretto di Batširėėt | Culturale (5950; ii, iii, v)  | 19/12/2014 | Il sacro Monte Binder e i siti storici e culturali tra cui Rashaan Khad, il Muro dell'elemosina e altre vestigia illustrano un eccezionale esempio di paesaggio sacro che riflette una tradizione persistente e duratura di cultura del culto e pratiche dei siti sacri fin dai tempi preistorici. Ci sono molte vestigia culturali, archeologiche e di culto all'interno e intorno al paesaggio candidato, datate dal periodo paleolitico attraverso l'età del bronzo, del ferro e i successivi periodi storici, tra cui l'Ovoo di Binder (tumulo), i siti archeologici in pietra di Rashaan Khad, un enorme numero di sepolture e siti cerimoniali, oggetti d'arte rupestre, stele del Cervo. |
|      | Siti funerari dell'élite Xiongnu                                            | Distretto di Bajan-Adarga, Distretto di Batsùmbėr, Distretto di Bornuur, Distretto di Ėrdėnėmandal, Distretto di Hajrhan, Distretto di Mandal, Distretto di Manhan, Distretto di Ôndôr-Ulaan                                                                                    | Culturale (5951; ii, iii)     | 19/12/2014 | Un totale di 11 complessi funerari dell'élite Xiongnu sono stati trovati in Mongolia e in Russia, sette dei quali si trovano nel territorio della Mongolia. Un certo stile di tomba dell'élite Xiongnu era molto diffuso, ciò mostra una somiglianza nei riti funebri in tutti i siti. La maggior parte dei complessi funerari sono costituiti da grandi tombe per i membri dell'élite e piccole tombe circolari sacrificali che hanno una copertura superficiale in pietra o terra. La struttura esterna di una tomba dell'élite Xiongnu ha due parti: una terrazza rettangolare in pietra direttamente sopra la fossa sepolcrale e un passaggio d'ingresso adiacente a sud. Cinque di questi luoghi di sepoltura sono iscritti in questa candidatura: Noyon Uul, Gol Mod I, Gol Mod II, Duurlig Nars e Takhiltyn Khotgor.                                                                          |
|      | Sito archeologico presso Khuduu Aral e paesaggio culturale circostnte       | Distretto di Dėlgėrhaan | Culturale (5952; iii, iv, vi) | 19/12/2014 | Il paesaggio culturale di Khuduu Aral traccia il confine tra la zona montuosa e la zona della steppa secca. Quest'area è molto famosa con i suoi piacevoli pascoli, l'acqua minerale terapeutica verificata della sorgente Avarga e del lago Toson, animali rari e piante endemiche e un bellissimo paesaggio naturale. Il sito archeologico di Khuduu Aral e il paesaggio culturale circostante sono la culla dell'impero mongolo. L'Avargiin Balgas (Rovine di Avarga), antiche rovine, precedentemente chiamate Ikh Aurug Ordo ("Grande Palazzo Aurug"), era un palazzo principale, costruito durante il periodo di Chinggis Khan, situato presso Khuduu Aral. |
|      | Complessi di incisioni rupestri nel Gobi mongolo                            | Distretto di Bajanlig, Distretto di Hanbogd, Distretto di Ôlzijt | Culturale (5954; iii)         | 19/12/2014 | Le incisioni rupestri sono considerate come uno dei patrimoni culturali più diffusi del mondo, e la Mongolia è uno dei paesi che ne sono ricchi. I seguenti tre complessi petroglifici sono rappresentanti eccezionali dei petroglifi nel Gobi mongolo: monte Del Uul, Bichigtiin Am e monte Javkhlant Khairkhan. |
|      | Alture dell'Altai mongolo                                                   | Distretto di Cėngėl, Distretto di Nogoonnuur, Distretto di Ulaanhus | Misto (5955; ii, iii, iv, x)  | 19/12/2014 | Le montagne dell'Altai mongolo costituiscono una parte importante e centrale della catena montuosa dell'Altai situata all'incrocio tra l'Asia centrale e la Siberia. L'Altai rappresenta la sequenza più completa di zone di vegetazione altitudinale della Siberia centrale. Il sito è anche un habitat importante per specie animali in via di estinzione come il leopardo delle nevi. L'Altai contiene anche una ricca sovrapposizione di culture diverse dal tardo Paleolitico fino al periodo turco. Questo è rappresentato da migliaia di tumuli funerari, tra cui le tombe scitiche, centinaia di pietre erette tra cui stele del cervo, pietre incise turche e centinaia di strutture monumentali di tipo khirigsuur. Entrambe le aree proposte, il Parco nazionale Altai Tavan Bogd e il Parco nazionale dei monti Siilhėm, possono rappresentare appieno questa ricca diversità culturale. |
|      | Montagne sacre della Mongolia                                               | Distretto di Bajangov', Distretto di Bajanlig, Distretto di Bogd, Distretto di Cècèg, Distretto di Cogt, Distretto di Dar'ganga, Distretto di Darvi (Gov'-Altaj), Distretto di Darvi (Hovd), Distretto di Otgon, Distretto di Sajnšand, Distretto di Tonhil, Distretto di Žinst | Culturale (6068; iii)         | 23/11/2015 | Le sei parti componenti della proprietà proposte rappresentano un eccezionale esempio di tradizioni uniche e dell'usanza dei mongoli di adorare e proteggere le montagne sacre fin dai tempi antichi. Grazie alle tradizioni di culto, le montagne sacre rimangono intatte e incontaminate e quindi conservano specie animali e vegetali rare e in via di estinzione a livello globale. Le sei montagne proposte nel sito seriale sono Otgontenger, Eej Khairkhan, Khanbayanzurkh, Ikh Bogd uul, Altan Ovoo e Sutai khairkhan. |